# Wsewolod Michailowitsch Bobrow
Wsewolod Michailowitsch Bobrow (russisch Всеволод Михайлович Бобров; * 1. Dezember 1922 in Morschansk, Russische SFSR; † 1. Juli 1979 in Moskau, Russische SFSR) war ein sowjetischer Sportler, der sowohl Fußball, Bandy als auch Eishockey spielte.

## Karriere
Während des Zweiten Weltkrieges war er in der Roten Armee. 1945 begann er seine Fußballkarriere bei ZSKA Moskau. Bis 1953 spielte er für ZDKA, WWS Moskau und Spartak Moskau und gewann dreimal die sowjetische Meisterschaft. In dieser Zeit gelangen ihm 97 Tore in nur 116 Spielen. Er führte die Liga als Torschützenkönig 1945 (24) und 1947 (14) an. 1945 war er Gastspieler bei Dynamo Moskau, als diese in Großbritannien auf Tour waren. Hier konnte er sechs Tore gegen Mannschaften wie Chelsea, Arsenal und die Glasgow Rangers erzielen.
Fünfmal wurde er für die sowjetische Fußballnationalmannschaft aufgestellt und spielte bei den Olympischen Sommerspielen 1952.

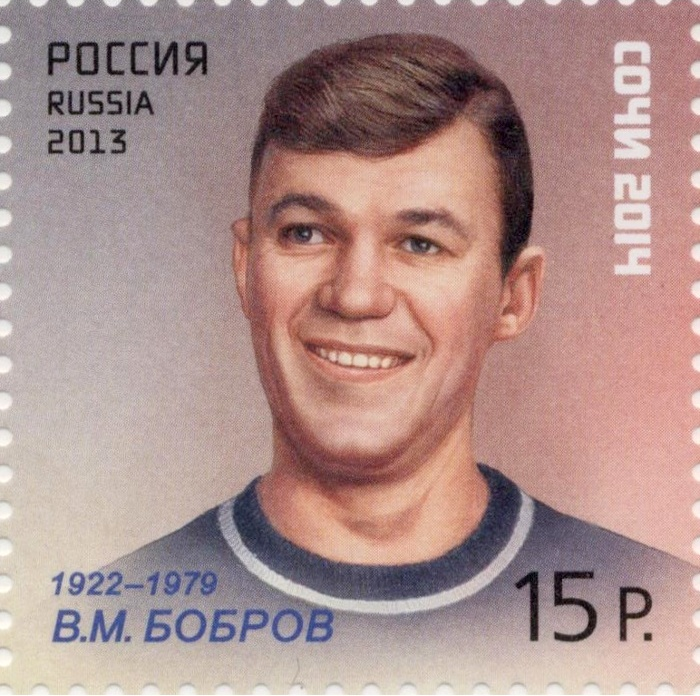
Briefmarke mit einer Abbildung Bobrows

1946 begann er auch mit dem Eishockey. Diese Sportart betrieb er bis 1957, und obwohl Fußball sein erster Sport war, war er im Eishockey bedeutend erfolgreicher. Bei den sowjetischen Meisterschaften, die sein Team siebenmal gewinnen konnte, erzielte er 254 Tore in nur 130 Spielen.
Für die sowjetische Eishockeynationalmannschaft spielte er bei den Olympischen Winterspielen 1956 und war einer der wenigen Athleten, die sowohl an den Sommer- als auch an den Winterspielen teilnahmen.
Mit seinem Team gewann er die Goldmedaille und die Eishockey-Weltmeisterschaften 1954 und 1956. Insgesamt erzielte er 89 Tore in 59 Spielen für sein Land.
Er wurde zu Namensgeber einer exklusiven Liste von Spielern des russischen Eishockeys, dem „Bobrow Club“. Alle dort aufgenommenen Spieler haben mindestens 250 Tore in ihrer Karriere erzielt.
Bobrow, der bei WWS Moskau Spielertrainer war, trainierte nach seiner aktiven Zeit verschiedene Teams, sowohl im Fußball- als auch im Eishockeybereich. Später wurde er zum Trainer der sowjetischen Eishockeynationalmannschaft bei der Summit Series 1972 und führte diese bei den Eishockey-Weltmeisterschaften 1974 und 1975.
1948 wurde er mit der Aufnahme in die Russische und sowjetische Hockey Hall of Fame geehrt und 1997 mit der Aufnahme in die IIHF Hall of Fame.